# DJ Clue
Ernesto D Shaw Jr (Queen, Nova Iorque, 8 de janeiro de 1975) é um DJ americano.

## Discografia
- The Professional (1998)
- The Professional, Pt. 2 (2001)
- The Professional, Pt. 3 (2006)